# Wiem, kto mnie zabił
Wiem, kto mnie zabił (tytuł oryginalny I Know Who Killed Me) – amerykański film fabularny (thriller) z 2007 roku z Lindsay Lohan w roli głównej.

## Obsada
- Lindsay Lohan w podwójnej roli jako Aubrey Fleming/Dakota Moss
- Julia Ormond jako Susan Fleming
- Neal McDonough jako Daniel Fleming
- Brian Geraghty jako Jerrod

## Opis fabuły
|  |

Aubrey Fleming, młoda i obiecująca studentka jednej z amerykańskich uczelni, znika bez śladu, porwana przez maniakalnego mordercę. Dwa tygodnie po zaginięciu zostaje nieprzytomna odnaleziona w pobliskim lesie. Kiedy odzyskuje świadomość, twierdzi że nazywa się Dakota Moss i jest tancerką erotyczną, a prawdziwa Aubrey Fleming wciąż znajduje się w śmiertelnym niebezpieczeństwie.

## Produkcja
To trzeci film, w którym Lindsay Lohan wystąpiła w podwójnej roli. Pierwszym był Nie wierzcie bliźniaczkom z 1998 roku, a drugim Zakręcony piątek z 2003 roku.

## Odbiór
Film otrzymał wiele niepochlebnych recenzji i został powszechnie uznany za "najgorszy film 2007 roku". Film Wiem kto mnie zabił został nominowany w 2008 roku w dziewięciu kategoriach do antynagrody Złotej Maliny, ostatecznie przyznano mu siedem z nich. Również w 2010 roku dostał dwie nominacje do Złotej Maliny.